# 카르날리구

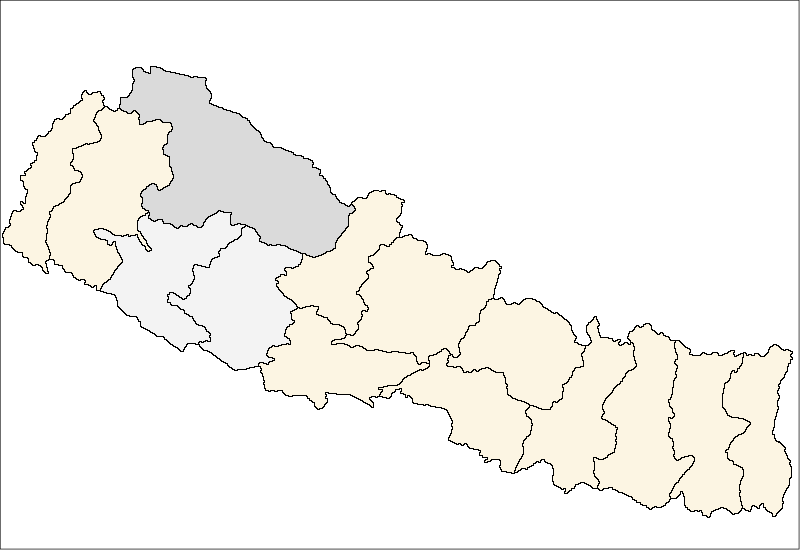
카르날리 구의 위치

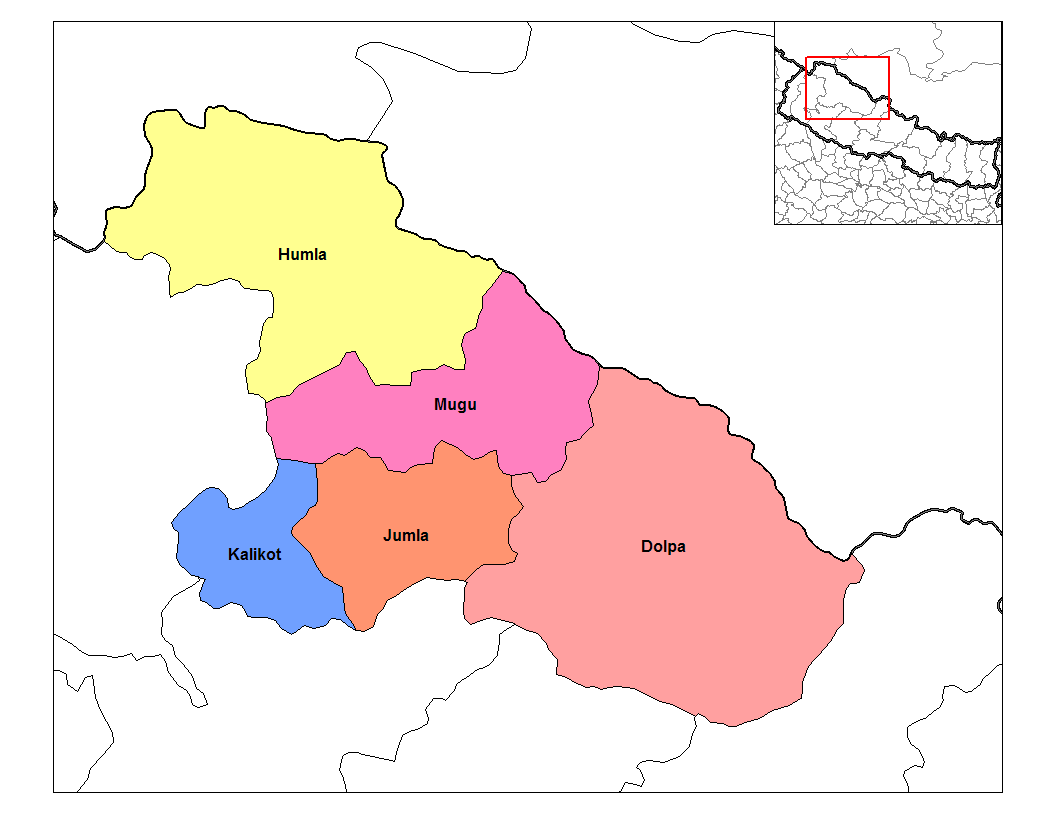
카르날리 구의 현

카르날리구(네팔어: कर्णाली)는 네팔을 구성하는 14개 구 가운데 하나로 행정 중심지는 줌라이며 행정 구역상으로는 중서부 개발 지구에 속한다. 면적은 21,351 km2, 인구는 309,084명(2001년 기준), 인구 밀도는 14.5명/km2이다.

## 행정 구역
5개 현을 관할한다.
- 돌파 현
- 훔라 현
- 줌라 현
- 칼리콧 현
- 무구 현

## 같이 보기
- 네팔의 구